# Ryū (escola)
Ryū (流; usado principalmente como um sufixo, significando estilo, tipo, forma, maneira, sistema, escola, usado aqui no sentido de ryūha (流派, uma escola ou uma escola de pensamento)) é o termo japonês que se refere a uma escola em qualquer disciplina. O próprio kanji é comumente usado como um sufixo.
Em inglês, a palavra é frequentemente usada para se referir a escolas de artes marcias japonesas, embora também possa ser encontrada usada em outras disciplinas (por exemplo, Nihon-koryū e Sōgetsu-ryū em Ikebana, Kantei-ryū em caligrafia, etc.).

## Nas artes marciais
As artes marciais japonesas são frequentemente classificadas e codificadas em ryūha. Normalmente, um determinado estilo terá seu próprio currículo, classificações e sistema de licenciamento. Eles podem ser baseados no estilo parental ou em uma combinação de fontes que formam o contexto do sistema.
O nome de um estilo pode ter um significado particular ou pode ser simplesmente um local. Toyama-ryū é nomeada para a Academia Militar de Toyama no Japão. Em contraste, Gōjū-ryū é o estilo "duro-suave", que indica técnicas características e elementos temáticos que formam uma "assinatura" do estilo. Às vezes, isso é mesclado ou confundido com o nome do dojo (como é o caso do caratê Shōtōkan-ryū).
Praticantes de alto nível de um estilo estabelecido podem se separar e formar seus próprios estilos derivados com base em sua própria experiência ou interpretação. Às vezes, isso é encorajado pelo estilo parental, às vezes representa um cisma ideológico entre membros seniores do estilo. Às vezes, é feito simplesmente por razões de "marketing" ou para ajustar um sistema aos tempos modernos.
Não há um sistema universal de licenciamento ou classificação para todos as ryūha. Uma pessoa de alto escalão ou faixa preta em um estilo não corresponde necessariamente a um alto nível de compreensão em outro estilo ou grupo de estilos. Existem muitas ryūha no Japão que existem há muitas centenas de anos, bem como muitas outras que foram criadas nos tempos modernos. O conceito de organizar um sistema codificado obviamente não é japonês ou aparentemente asiático, embora muitos estilos internacionais ou estrangeiros possam adotar a nomenclatura e sistematização de koryū bujutsu ryūha para adicionar um ar de mística ou legitimidade ao seu sistema, ou simplesmente como uma forma de mostrar respeito às suas raízes e antecedentes.